# Thelypteris demerarana
Thelypteris demerarana är en kärrbräkenväxtart som först beskrevs av Bak., och fick sitt nu gällande namn av C. Reed. Thelypteris demerarana ingår i släktet Thelypteris och familjen Thelypteridaceae. Inga underarter finns listade.